# Salix sieboldiana
Salix sieboldiana är en videväxtart som beskrevs av Carl Ludwig von Blume. Salix sieboldiana ingår i släktet viden, och familjen videväxter. Utöver nominatformen finns också underarten S. s. doiana.